# Ковила шорстка
Ковила́ шорстка́ (Stipa asperella) — рідкісна багаторічна рослина родини тонконогових, ендемік Причорномор'я та Приазов'я. Занесена до Червоної книги України. Перспективна декоративна рослина.

## Опис
Трав'яниста рослина 75-90 см заввишки, гемікриптофіт. Квітоносні стебла під волоттю щетинисто-волосисті, а нижче до верхнього вузла — гострошорсткі, їх листки вузьколінійно-ланцетні, зсередини волосисті. Листки неплідних пагонів зовні гостро-шорсткі, згорнуті. Суцвіття — волоть з 7-9 колосками, її вісь щетинисто-волосиста. Нижня квіткова луска 18-21,5 мм завдовжки, крайові смужки волосків на ній доходять до основи остюка. Остюк 26-36 см завдовжки, його нижня закручена частина коричнювата, на реберцях шорстка від бугорків.

## Екологія та поширення
Вид світлолюбний, жаро- та посухостійкий, але чутливий до витоптування і поїдання худобою. Зростає на кам'янистих степових схилах, відслоненнях вапняків і кристалічних порід, кам'янисто-щебенистих ґрунтах. Цвітіння триває з травня до початку червня. Плодоносить у червні. Розмножується насінням.
Ареал широкою смугою охоплює північні береги Чорного та Азовського морів — від Нижнього Побужжя на заході до Донецького кряжа на сході. Втім цей вид не росте у Криму. В межах ареалу популяції ковили шорсткої нечисленні, розташовані одна від одної на великих відстанях, що утруднює запилення рослин.

## Значення і статус виду
Через ізольованість місць зростання і чутливість до антропогенних факторів вид є вразливим, тому потребує особливої уваги. Наявні популяції охороняються в Національному природному парку «Гранітно-степове Побужжя», місцевих заказниках Миколаївської області, Українському степовому природному заповіднику (філії «Хомутовський степ» та «Кам'яні Могили»), Луганському природному заповіднику (філії «Стрільцівський степ» та «Провальський степ»). Для збереження виду рекомендується запобігати оранці та терасуванню схилів, інтенсивному випасанню худоби, залісненню відкритих ділянок.
Ковилу шорстку вирощують у Донецькому ботанічному саду, вона є перспективною для культивування як декоративна рослина. За умови широкого розповсюдження цей вид може також відігравати протиерозійну, ґрунтотворну роль, слугувати кормом худобі (при помірному випасанні).